# Куприянов, Василий Васильевич
Василий Васильевич Куприянов (1 января 1912, Большие Столбища, Ярославская губерния — 3 июля 2006) — анатом, исследователь морфологии нервной системы. Академик АМН СССР — РАМН (1974).

## Биография
Родился 1 января 1912 года в деревне Большие Столбища Мологского уезда Ярославской губернии (ныне — Некоузского района Ярославской области) в крестьянской семье. Отец был грамотным человеком, подрабатывал секретарём в волостных структурах. Василий рано выучился грамоте. Учиться начал сразу со второго класса в Веретейской четырёхлетней школе, затем закончил шестилетнюю Оршанскую железнодорожную школу в Белоруссии, где в то время работал отец, затем последний класс школы-семилетки соседнего с Большими Столбищами села Сменцево. В 1927 году вместе с отцом переехал в Ленинград и поступил на рыбохозяйственное отделение Ленинградского сельскохозяйственного политехникума. По окончании обучения в 1930 году направлен в контору «Уралгосрыбтреста» в Тобольске. Затем участвовал в нескольких экспедициях в Заполярье.
В 1937 году был призван на военную службу матросом Амурской военной флотилии, где служил на мониторе «Вострецов». Через два года как отличник боевой и политической подготовки был направлен на учёбу в ленинградскую Военно-морскую медицинскую академию. С началом Великой Отечественной войны в составе подразделения морской пехоты защищал осаждённый Ленинград, в котором погибли его отец и сестра. Летом 1941 года проходил стажировку на полуострове Рыбачий. В 1942—1944 годах вместе с академией находился в эвакуации в Кирове. Окончив академию, с марта 1944 года служил врачом на линкоре Северного флота «Архангельск».
После окончания войны откомандирован в Военно-морскую медицинскую академию на должность адъюнкта кафедры нормальной анатомии, которой тогда руководил член-корреспондент Академии медицинских наук СССР профессор Б. А. Долго-Сабуров. В 1948 году защитил кандидатскую диссертацию на тему «К морфологии подключичной петли», в 1954 году — докторскую диссертацию, посвящённую иннервации сосудов малого круга кровообращения. В 1956 году академия перестала существовать как самостоятельное медицинское учреждение, и, получивший к тому времени звание профессора Куприянов возглавил кафедру нормальной анатомии Кишинёвского государственного медицинского института, а через год стал его проректором.
В 1959 году 2-й Московский медицинский институт имени Н. И. Пирогова избрал его на конкурсной основе заведующим кафедрой нормальной анатомии. С этим учреждением (с 1991 года — Российский государственный медицинский университет) связана дальнейшая научная и педагогическая жизнь Куприянова. С 1981 года он был заведующим лабораторией микроциркуляции и электронной микроскопии. Позднее был советником ректора.
Вначале основным направлением исследований Куприянова стало изучение морфологии нервной системы. Затем им было создано учение о микроциркуляции, анатомические основы которого он разрабатывал с 1959 по 1997 годы. За исследования микрососудов он получил Государственную премию
В 1969 году Куприянов избран членом-корреспондентом Академии медицинских наук СССР, а в 1974 году — её действительным членом. Избран также академиком Немецкой академии естественных наук «Леопольдина» в 1973 г. С 1972 по 1992 год являлся председателем Всесоюзного научного общества анатомов, гистологов и эмбриологов. Участвовал в работе Высшей аттестационной комиссии Министерства здравоохранения СССР и одновременно в нескольких научных комиссиях по различным проблемам медицинской науки при Министерствах здравоохранения и СССР, и РСФСР. Его ученики стали кандидатами и докторами наук, руководителями лабораторий и кафедр. Выступал на конференциях в Англии, Италии, Швеции, Бельгии, Чехословакии и других странах. Являлся членом редакций специализированных журналов в Германии, Швейцарии, Италии. В 1982—1992 годах являлся главным редактором журнала «Архив анатомии, гистологии и эмбриологии». В 2004 году избран почётным членом Российского общества естествоиспытателей.
Им опубликовано более 400 научных работ на Родине и за рубежом, в том числе более 30 монографий и книг. Под его руководством созданы такие учебные фильмы, как «Мышцы шеи, груди, живота», «Коллатеральное кровообращение», изданы работы «Анатомические варианты и ошибки в практике врача» и атлас «Лицо больного», созданный в соавторстве с клиницистами. Автор учебника «Лекции по общей анатомии: учебно-методическое пособие для студентов и слушателей факультета повышения квалификации» (1974 год). Автор ряда публицистических работ, в том числе биографий Д. И. Иванова, К. И. Щепина, Д. С. Самойловича, П. З. Кондоиди, А. Г. Бахерахта, Е. Ф. Аристова, П. Ф. Лесгафта, А. Раубера, К. А. Арнштейна, В. П. Воробьёва, В. Н. Терновского, А. Везалия и, особенно, Н. И. Пирогова, В. Н. Тонкова и А. И. Шингарёва.
Под руководством Куприянова защищено 45 докторских и 54 кандидатских диссертации.
Награждён орденами Ленина, Трудового Красного Знамени и двух боевых орденов Красной Звезды, 15 медалями, Государственной премии СССР за вклад в отечественную науку (1977), Заслуженный деятель науки РФ (1999).
Умер 3 июля 2006 года. Похоронен на Хованском кладбище.